# The Messenger (filme de 2009)
The Messenger (br: O Mensageiro) é um filme estadunidense de drama lançado em 2009, dirigido por Oren Moverman, com Ben Foster, Woody Harrelson, Jena Malone e Samantha Morton.
Teve sua estreia na edição de 2009 do Festival de Cinema de Sundance, e competiu na edição do mesmo ano do Festival Internacional de Cinema de Berlim, onde conquistou o Ouro de Prata de melhor roteiro, além do Prêmio Filme da Paz Berlinale 2009. O filme também recebeu quatro indicações ao Independent Spirit Award (das quais conquistou uma), uma indicação ao Globo de Ouro e duas ao Óscar.